# Gerhard Barkhorn
Gerhard Barkhorn (Königsberg, 20 marzo 1919 – Tegernsee, 6 gennaio 1983) è stato il secondo maggiore asso dell'aviazione della storia dopo Erich Hartmann, nonché l'unico, assieme allo stesso Hartmann, ad aver abbattuto più di trecento aerei nemici. Ottenne la Croce di Cavaliere con Fronde di Quercia e Spade per le sue imprese nel 1944.
Questo pilota abbatté un totale di 301 aerei nemici in 1 104 missioni di guerra effettuate durante la seconda guerra mondiale, prestando servizio nella Luftwaffe, l'aeronautica militare tedesca. Barkhorn fu anche il secondo miglior asso tedesco del fronte orientale, dove ottenne tutte le sue vittorie volando su aerei Messerschmitt Bf 109 e Focke-Wulf Fw 190. Alla fine del conflitto pilotò anche alcuni Messerschmitt Me 262 nell'unità formata da Adolf Galland, il Jagdverband 44.
Preso prigioniero, dopo il conflitto aderì all'aviazione della Repubblica Federale Tedesca. Morì in un incidente d'auto nel 1983.

## Biografia
Gerhard Barkhorn nacque il 20 maggio 1919 a Königsberg, nella Prussia Orientale. Nel 1937 entrò nella Luftwaffe con il grado di Fahnenjunker (allievo ufficiale), cominciando l'addestramento al volo nel marzo dell'anno successivo (con Franz Stigler come istruttore) terminato il quale venne assegnato alla 2ª 3ª squadriglia del 2º stormo caccia (3./JG 2). Nell'agosto 1940 venne spostato alla 6ª squadriglia del II gruppo del 52º stormo caccia (6./II.JG 52) per partecipare alla battaglia d'Inghilterra, senza ottenere nessuna vittoria venendo invece abbattuto due volte. Una di queste volte il suo Messerschmitt Bf 109E venne colpito da un Supermarine Spitfire al radiatore, e solo con grande fatica Barkhorn riuscì a ritirarsi verso la base, ma nel viaggio fu attaccato di nuovo e abbattuto, dovendosi lanciare col paracadute sul Canale della Manica sotto gli occhi di un suo commilitone che avvisò i soccorsi, che recuperarono Barkhorn senza gravi conseguenze.
La prima vittoria di Barkhorn arrivò nella sua 120ª missione, il 2 luglio 1941, al fronte orientale. Al 30 novembre il numero delle vittorie era salito a dieci. Il 21 maggio 1942 fu nominato Staffelkapitän (caposquadriglia) della 4./JG 52. In quel mese abbatté un totale di sette aerei nemici. Se confrontato con altri assi tedeschi, Barkhorn non registrò mai un alto numero di vittorie durante un'unica missione o in un giorno soltanto (si fermò, rispettivamente, a quattro e sette vittorie), tuttavia guadagnò altre sedici vittorie a giugno e trentuno a luglio; il 25 di quest'ultimo mese rimase ferito in combattimento a bordo del suo Messerschmitt Bf 109F-4. Divenuto ormai Oberleutnant (tenente), Barkhorn venne decorato con la Croce di Cavaliere della Croce di Ferro il 23 agosto 1942, dopo aver raggiunto le sessantaquattro vittorie personali.

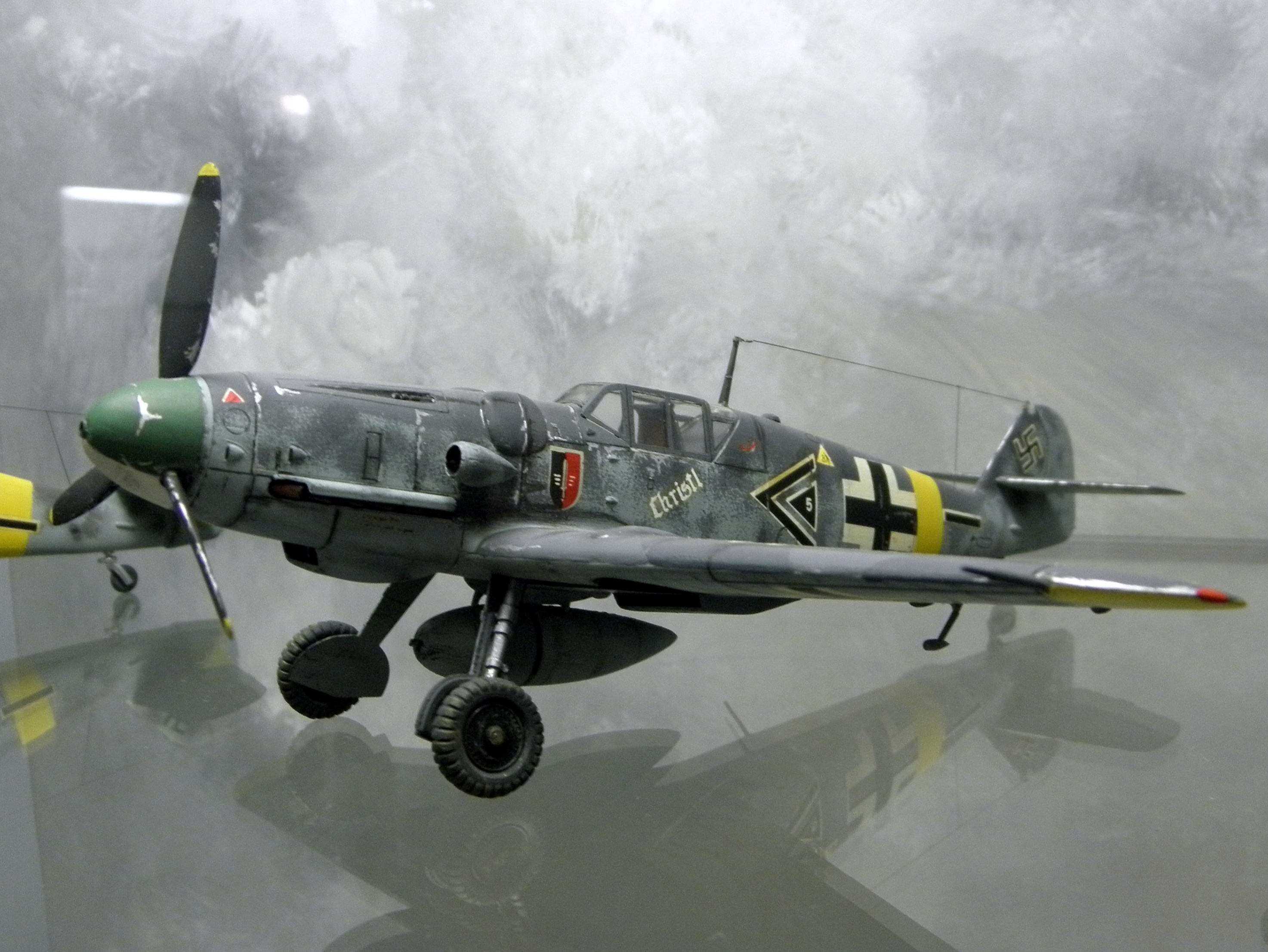
Voghenza, frazione di Voghiera, Museo del modellismo storico: modello in scala del Messerschmitt Bf 109G con la livrea dell'asso tedesco Erich Hartmann nel 1/JG 52, Charkiv, agosto 1943.

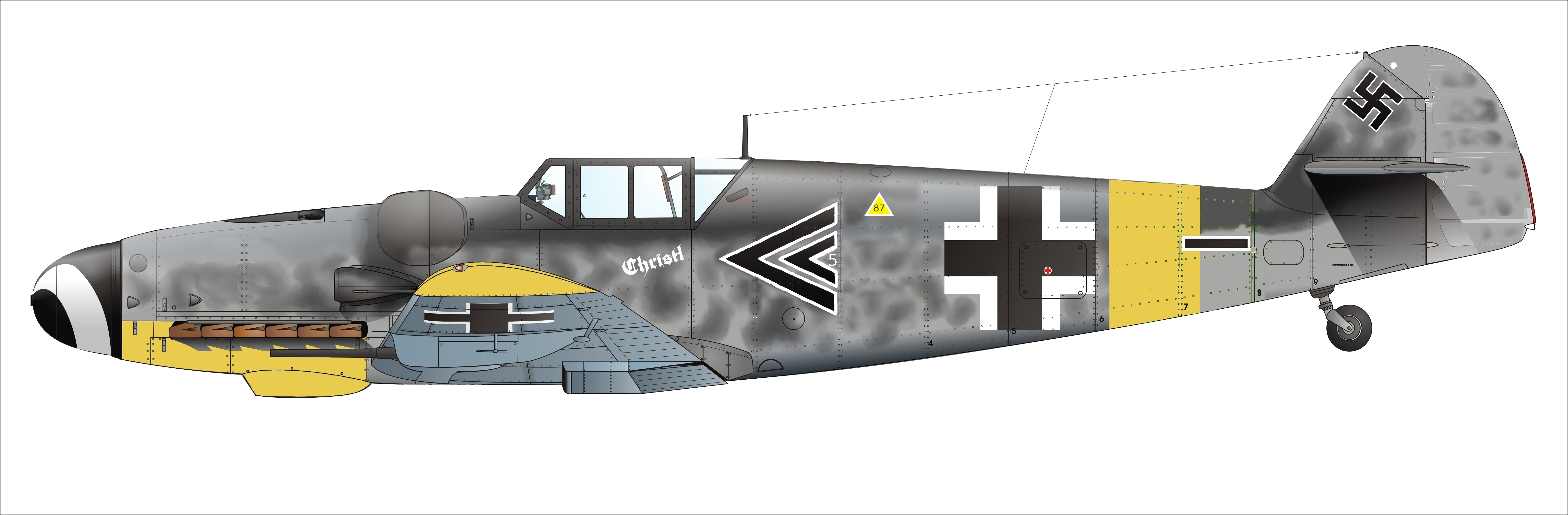
Il Messerschmitt Bf 109G-6 di Barkhorn nel novembre 1943, quando era comandante del II./JG 52

Dopo un periodo di riposo il pilota della Luftwaffe tornò al fronte orientale agli inizi di ottobre, mese durante il quale abbatté quattordici aerei sovietici, a cui se ne aggiunsero altri sette a novembre e diciassette a dicembre (il 19 di questo mese raggiunse la quota delle cento vittorie ai danni di un Curtiss P-40). Dopo altre cinque vittorie gli venne concessa la Croce di Cavaliere con fronde di quercia, l'11 gennaio 1943. Il 1º settembre seguente, quando era già diventato Hauptmann (capitano), fu nominato Gruppenkommandeur (comandante di gruppo) del 2º gruppo del 52º stormo caccia (II./JG 52), unità che comandò fino al 15 gennaio 1945. In precedenza, in agosto, aveva abbattuto altri ventiquattro aerei (l'8 agosto raggiunse le centocinquanta vittorie personali con un Il-2 Šturmovik), proseguendo la scia di vittorie aggiungendone quindici a settembre, ventitré a novembre (quota duecento vittorie toccata il 30 del mese, quinto pilota della Luftwaffe a raggiungere questo traguardo) e ventotto a dicembre. Il 23 gennaio 1944 Barkhorn divenne il primo pilota della storia ad aver completato 1.000 missioni di guerra. Il 12 febbraio aumentò le proprie vittorie a duecentocinquanta, terzo pilota della Luftwaffe a fare ciò. La sua bravura gli valse le spade da aggiungere alla Croce di Cavaliere con fronde di quercia, ricevute il 2 marzo 1944 per premiarlo della sua 251ª vittoria.
Tanti successi non furono però privi di rischi: Barkhorn infatti venne abbattuto nove volte nel corso della sua carriera, una o due volte dovette lanciarsi col paracadute e fu ferito due o tre volte. Il 31 maggio 1944, infatti, venne ferito per la seconda volta da un Bell P-39 Airacobra sovietico durante la sua sesta missione del giorno. Stanco e poco concentrato, il tedesco non si accorse dell'aereo nemico che mitragliò il suo Bf 109G-6 procurandogli gravi ferite al braccio e alla gamba destra che lo costrinsero ad un periodo di convalescenza di quattro mesi. Tornato al fronte alla fine di ottobre, siglò la sua 275ª vittoria il 14 novembre. L'ultimo successo, il 301º, lo conseguì il 5 gennaio 1945 ai danni di un Lavochkin La-5.
Il 16 gennaio seguente Barkhorn, che nel frattempo era stato promosso Major (maggiore), venne designato come comandante del Jagdgeschwader 6 basato a Posen per partecipare alla difesa del Reich. Ancora limitato dagli effetti delle ferite, dovette lasciare il comando dell'unità il 10 aprile per un ulteriore periodo di ricovero in ospedale. Entrò quindi a far parte del Jagdverband 44 comandato da Adolf Galland ed equipaggiato degli aerei a reazione Messerschmitt Me 262. Il 21 aprile, nel corso della sua seconda missione con la nuova unità, il motore destro del suo Me 262 smise di funzionare, obbligandolo ad interrompere l'attacco che aveva iniziato contro una formazione di bombardieri statunitensi. L'intervento di due Bf 109 tenne lontani i P-51 Mustang o gli Spitfire del 403º squadrone canadese di scorta, ma Barkhorn dovette comunque eseguire un atterraggio di emergenza nella radura di un bosco; al momento dell'impatto Barkhorn fu sbalzato in avanti e il cupolino, che aveva aperto per uscire più velocemente dall'aereo, si richiuse violentemente colpendolo sul collo, costringendolo ad un nuovo ricovero in ospedale che gli impedì di tornare in volo prima della fine della guerra.
Preso prigioniero dai sovietici, riuscì a scappare finendo in mani Alleate, tornando libero nel settembre 1945. Nel 1955 o nel 1956 entrò nella rinata Luftwaffe della Germania Ovest seguendo un corso di aggiornamento nel Galles, presso la RAF Valley. Promosso Oberst (colonnello), comandò quindi il Jagdbombergeschwader 31 (31º stormo cacciabombardieri), salendo nel tempo fino al grado di Generalleutnant arrivando a comandare la Fourth Allied Tactical Air Force della NATO a Ramstein. Si ritirò dal servizio nel 1976. Gerhard Barkhorn morì l'8 gennaio 1983 all'età di 64 anni dopo due giorni di ricovero in ospedale, dove si trovava a causa di un incidente stradale avvenuto vicino a Colonia. Nel sinistro, dovuto al cattivo tempo presente in autostrada, morì sul colpo la moglie Christl.